# تراث شعبي ياباني
التراث الشعبي الياباني مصطلح يستخدم لوصف التقاليد الشعبية غير الرسمية التي تمارس في اليابان، تداولها الشعب الياباني عبر الأجيال بشكل تراث شفهي وعادات وثقافة مادية محسوسة.
وباليابانية مصطلح (minkan denshou / 民間伝承) يستخدم لوصف الفلكلور بشكل عام، أما لوصف الدراسة الاكاديمية للفلكور يستعملون مصطلح (minzoku gaku / 民俗学)، ويسمى الباحث في الفلكلور (minzoku gakusha / 民族家者)، أما المادة الفلكلورية التي تستخدم للدراسات الاكاديمية يطلق عليها (minzoku shiryou / 民俗資料).

## التراث الشعبي الديني
فيما يلي أمثلة على بعض الممارسات الدينية والطقوسية الفلكلورية اليابانية:
من الطقوس التراثية في شبه جزيرة أوغا شمال شرق اليابان هو ما يعرف بالناماهاغي [الإنجليزية]
 وفيه يرتدي الرجال زي لكائنات تسمى ناماهاغي ويتكون من أقنعة تجسد وجه الغول وقبعات رأس تقليدية من القش مينو، يقوم هؤلاء الرجال المتنكرين بحملات بشكل مجاميع على المنازل لإخافة الأطفال الكسالى الذين يلازمون الفراش والراحة طوال الوقت، ويمثل هذا أحد الممارسات التراثية التي ما زالت حية إلى الآن.
كما يوجد تقليد آخر مشابه يتسم بالسرية يدعى اكاماتا-كوروماتا [اليابانية]
 يقام في جزر ياي-ياما [الإنجليزية]
، في أوكيناوا ولا يسمح بتصوير هذا الطقس.
كما لازال هناك قلة من العائلات والاسر التي لازالت تحتفظ بالكاميدانا أو رف الآلهة الشنتونية في المنازل،  من أجل إله المطبخ ‏ الشنتوني (كامادو-كامي/Kamado kami)، وما يوازيه في الديانة البوذية كوجين، إله يتجسد على شكل موقد.
على الرغم من وجود ما يطلق عليها بالطوائف الشعبية اليابانية (Kou / 講) والتي تكرس نفسها لآلهة بوذية معينين مثل فودو مو الغاضب أو إله الطب ياكوشي نيوراي ‏، لكن أغلب الطوائف توجه نفسها بطقوس حج إلى زيارة وتقديم الاحترام للمواقع المقدسة بشكل عام مثل ضريح إيسي أو جبل فوجي وما يحويه من مزارات وهمية، قلت تلك الحركة من الحج حول تلك المزارات بعد فترة ايدو بشكل كبير. لكن لايزال يمكنك رؤية حركة حج شيكوكو حول المعابد التي عددها ثمانية وثمانين معبد (المعروفة باسم أوينيرو-سان). وفي الوقت الحالي تعمل وسائل الإعلام الشعبية والمنزلية على تمجيد عدد من المواقع المقدسة والاضرحة باعتبارها نقاط قوة [اليابانية]
، ذات قوة غير طبيعية كشفاء المرضى.
بشكل آخر من الفلكلور توجد هناك قائمة طويلة من الممارسات الدينية التي تستخدم لدرئ الشر (باليابانية:Yakuyoke / 厄除け) أو لإبعاده (باليابانية:Yakubarai / 厄払い)، ومنها على سبيل المثال قرع الطبول،  أما في مناطق أخرى من الشائع وضع كومة صغيرة من الملح خارج المنزل تسمى موريجيو [اليابانية]
. كما يعتبر رش الملح عمومًا تطهيرًا (ويستخدم في بطولات السومو)، ونرى هذا الروتين بوضوح في الأعمال الدرامية اليابانية المعاصرة حيث نرى سيد المنزل يطلب من زوجته رش الملح بعد مغادرة زائر غير مرغوب فيه، وهناك تصرف معاكس باستعمال شرارات احجار الصوان والذي يجلب الحظ بعد مغادرة الشخص للمنزل.
في الزمن الحالي تقريباً لا يوجد هناك من يقيم طقوس العبادة في طائفة كوشين لكن لاتزال معروفة بسبب القرود الثلاثة المعروفة والتي تعني لا أرى شراً ، لا أسمع شرا، لا أنطق بالشر، والتي تعتبر أيقونة هذه الطائفة.
كما ان هناك بعض التأثيرات الدينية التي دخلت إلى اليابان من الصين عن طريق انتقال الجيومانسية والتي تمثل طريقة للعرافة عن طريق ربط ما على الأرض بخواص إلهية ومنها ما يعرف بالاونميودو ، مثال على هذه التأثيرات مصطلح بوابة الشيطان (kimon / 鬼門)، ويعني عاميةً أي شي يجلب حظ سيء للشخص، ولكن بأصل المصطلح يستخدم للإشارة إلى الإتجاه الشمال الشرقي والذي يعتبر إتجاه نحس وجالب للارواح الشريرة.
تملك اليابان أيضاً نسختها الخاصة من اسلوب «فينغ شوي» والمسمى تشكيل المنزل (kasou / 家相)  المرتبط بمسارات الين-يانغ أو الانميودو، ومن مفاهيمه مثلاً تغيير الاتجاه (Katatagae / 方違え) [اليابانية]
 ويعرف أيضاً باسم كاتايمي،  مارسه النبلاء على نطاق واسع في فترة هيان. من المحرمات المعروفة فيه ما يسمى الوسادة الشمالية (Kitamakura / 北枕) [اليابانية]
 حيث ينصح بعدم النوم وإتجاه الرأس نحو الشمال مع أنه لا أحد تقريباً يأخذ هذه النصائح على محمل الجد.

## الحكايات التراثية

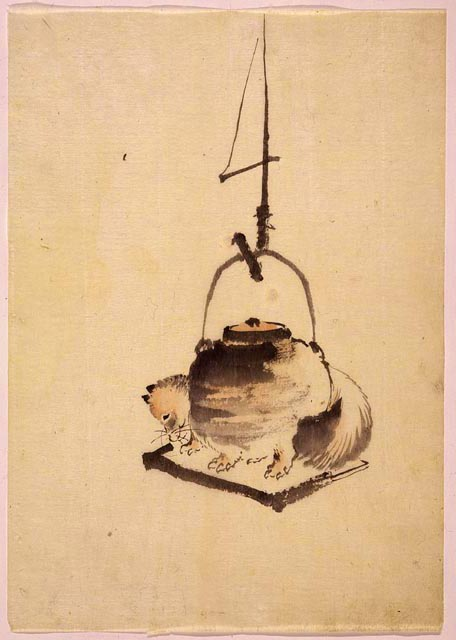
كلب راكون متحول جزئياً إلى قدر معلق بخطاف إييزاي كاغي فوق موقد إيروري (مشهد من قصة بونبوكو تشاغاما التي ألفت تقريباً في أربعينيات القرن التاسع عشر، من مدرسة هوكوساي).

وكما الحال في كافة الدول الأخرى من الصعب أن تجد الآن من يتناقل القصص التراثية شفهياً، ولكن هناك ثروة من الحكايات الشعبية التي تم جمعها على مر العصور، وأطلق عليها الحكايات القديمة (Mukashi-banashi / 昔話) أو حكايات موكاشي، لأن هذه القصص عادة ما تبدأ بمقدمة «موكاشي موكاشي» والتي تحاكي معنى «كان يا مكان في العربية»، وتنتهي بعبارات خاصة مثل «دوتو هاراي».
أغلب هذه الحكايات وردت بأسلوب لغوي محلي ولهجات مختلفة بناءً على المنطقة التي ظهرت فيها وبالنسبة للأشخاص من المناطق الأخرى فهم هذه الحكايات صعب جداً سواء كان ذلك بسبب مفرداتها أو مصطلحاتها أو ربما بسبب أسلوب إلقائها ونطق الكلام، لهذا أغلب القصص والحكايات التي تم جمعها في الواقع هي ترجمة من اللهجات المحلية إلى اللغة اليابانية القياسية، وقد طرأ عليها بعض التغييرات إما نتيجة الترجمة أو بسبب دمج الإصدارات المختلفة منها.

### الحكايات الكلاسيكية
يمكن تتبع أصل القصص الشعبية اليابانية الكلاسيكية كقصة موموتارو إحدى أشهر القصص اليابانية والتي تنتشر في كتب الأطفال المصورة، كتب المانغا أو غيرها إلى كتب أخرى مصورة صدرت في عصر إيدو من اليابان ويرجح أن أصل القصة يعود إلى أقدم من ذلك، لكن نسخ القصة المعروفة اليوم إعتمدت بشكل ملحوظ على إصدار قصة مؤلفة قصص الأطفال سازامي إوايا (1870-1933).
.

### الحيوانات في الحكايات التراثية
في اليابان إشتهر كائنان خاصان عُرفا بقدرتهما على التحول إلى بشر أو أشكال الحيوانات الأخرى أو حتى الجمادات، وهما الثعلب (كيتسونيه) وكلب الراكون (تانوكي)، وغالباً ما تحمل القصص التي تتكلم عن الحيوانات روح فكاهية.
كما تظهر فئة كبيرة من القصص في الفلكلور الياباني والتي تشمل الزواج مابين البشر وكائنات أخرى غير بشرية يطلق عليها حكايات زواج مختلف الاجناس (Irui konin tan / 異類婚姻譚) كما في قصة الكُركي حيث تستمر العلاقة الزوجية لفترة طويلة، على خلاف القصص الأوروبية الأخرى كقصة الامير الضفدع وأسطورة ليدا والتي تكون فيها العلاقة الغير طبيعية قصيرة المدى ثم تصبح علاقة بشرية اعتيادية، من هذه القصص قصة الزوجة المحارة (Hamaguri nyoubo / 蛤女房) [اليابانية]
 والتي وردت كقصة مكتوبة نثرياً (اوتوغي زوشي) وتتكلم القصة عن امرأة تظهر من محارة غير عادية عملاقة لأحد الصيادين البشر، وفي قصة أخرى معاكسة تدعى قصة الحلزون النهري الثري (Tanishi chouja / 田螺長者) [اليابانية]
 تتزوج فتاة بشرية بحلزون نهري صغير.

### في الفن الحديث
تم تحويل عدد من القصص الفلكلورية إلى عروض مسرحية في القرن العشرين من قبل الكاتب المسرحي جونجي كينوشيتا [الإنجليزية]
، وأبرزها مسرحية كركي الغسق (Yūzuru)، والتي بنيت على القصة الفلكلورية رد الجميل من الطائر الكركي (Tsuru no Ongaeshi / 鶴の恩返し) [الإنجليزية]
 .
ظهر مسلسل تلفزيوني أمريكي بعنوان ملك اليوكاي [الإنجليزية]
 من بطولة شين كويامادا، والشخصيات فيه مبنية على كائنات أسطورية يابانية.

### مخلوقات خيالية

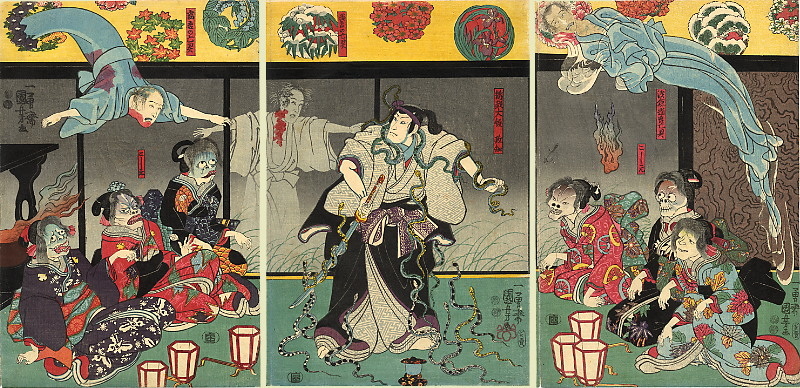
رسمة "الاشباح" من قبل كونيوشي اوتاغاوا عام 1850.

ينصب الاهتمام بشكل عام حالياً على قصص الوحوش اليابانية التي ظهرت في المصادر اليابانية القديمة، حيث أن بعض وحوش اليوكاي والكائنات الغريبة ذات اصول فلكلورية حقيقة تناقلت وانتشرت بين الناس بشكل قصص واخبار شفوية، الا أنه يجب إدارك انه توجد قصص ووحوش أخرى تم اختراعها عمداً من قبل بعض الكُتاب المحترفين في عصر ايدو من اليابان أو حتى في فترات أقدم وليست ذات أصل شعبي فلكلوري.

## التراث الشعبي الفني والحرفي
'الحرف اليدوية'
يطلق على بعض الانتاجات الحرفية بلقب حرف يابانية تقليدية منها مثلاً حرفة شيغاراكي [الإنجليزية]
 واري والتي هي حرفة خزفية قديمة جداً ظهرت في منطقة شيغاراكي من اليابان وتشتهر اليوم بصناعة نماذج كلب الراكون الخزفية الحديثة، توجد أيضاً حرفة صناعة صناديق الحمل نيتسوكي، والتي كانت مهمة في اليابان القديمة كون أن ملابسهم القديمة لم تحتوي على جيوب لحمل الادوات لهذا ظهر هذا الفن لصناعة علب وسلال بأساليب احترافية وتعليقها في الملابس.
كما تحولت عدد من الادوات المنزلية اليومية القديمة التي جمعها رجل الأعمال الياباني كييزو شيبوساوا [الإنجليزية]
 إلى مجموعة متحفية، حالياً القطع موضوعة في المتحف الوطني للانثولوجيا [الإنجليزية]
 الواقع في مدينة سويتا، محافظة اوساكا.

### الفن التصويري
بعض الفنون التصويرية التي تعتبر فنون تراثية:
- أوتسو-إيه [اليابانية]
 ، وهو نوع من اللوحات الشعبية التي ظهرت في منطقة اوتسو ضمن محافظة شيغا، والتي غالباً ما تظهر شخصيات أشبه بالغيلان، وتباع كتذكارات للسياح.
- إيه-ما ، وهي قطع خشبية صغيرة غالباً ما ترسم عليها خيول أو اشكال أخرى تكتب عليها الأماني والرغبات الشخصية ويتم تعليقها في أضرحة الشينتو.
- كوينوبوري ، وهي لافتات ملونة بشكل أسماك الشبوط.

### الدمى
من الدمى التي تعتبر تراثاً شعبياً في اليابان:
- زوغوري، نوع من ألعاب البلبل بشكل قطعة مقعرة أشتهر في (محافظة آوموري).
- أكابيكو، دمية مصنوعة غالباً من عجينة ورقية [الإنجليزية]
 بشكل ثور أو بقرة برأس مهتز.
- أوكياغاري كوبوشي [الإنجليزية]
 ، وهي دمية بلا قاعدة أو أرجل اسفلها بشكل كروي تصحح وضعها عند ميلانها تلقائياً.
- المجسمات الخشبية للخيول الثلاثة ميهارو-غوما [الإنجليزية]
 (ولاية فوكوشيما)، ياواتوما (محافظة آوموري)، كينوشيتا غوما (محافظة مياجي) من أشهر المجسمات لحيوان الحصان.

### المنسوجات
- كوغين-ساشي [اليابانية]
 (في محافظة آوموري)، حرفة فلكلورية في نسج وتطريز الملابس المبطنة.

### أمور أخرى تتعلق بالزي التقليدي
ثقافة اللباس اليابانية الفلكلورية معقدة نوعاً ما، فهي تشمل حتى المواد التي تصنع منها الملابس لمختلف الأغراض، وفيما يلي مقالات تتعلق بالأزياء اليابانية التي تعتبر فلكورية:
- قبعات كاسا وهي قبعات متعددة الأنواع، تنسج من مواد مختلفة منها ألياف نباتات الخيزران، السرو الياباني [الإنجليزية]
 ، الأسل أو نبات السعد.
- غطاء القش مينو، وهي أغطية للملابس تصنع من القش أو قش نبات الرز للحماية من الأمطار أو الثلج.
- واراجي، النعل الياباني المنسوج من القش.
- باندوري ، وهو نوع من أحزمة الظهر التي تنسج بألوان مختلفة وتستخدم عند حمل الأحمال على ظهر الشخص.[16]

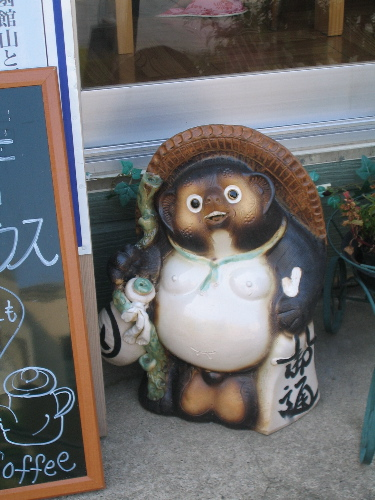
مجسم شيراغاراكي حديث للتانوكي "كلب الراكون".
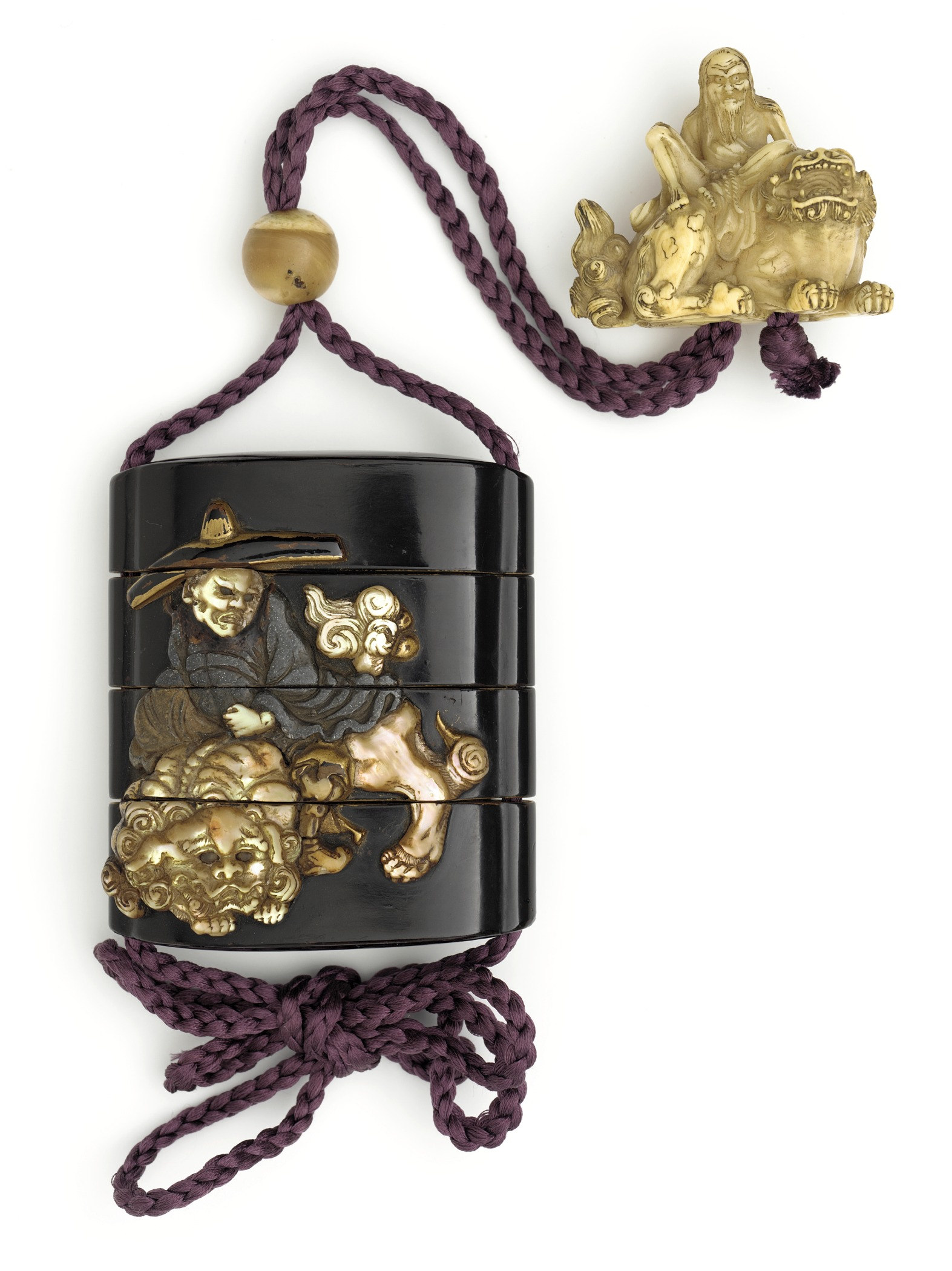
قطعة نيتسوكي تعود للقرن الثامن العشر.
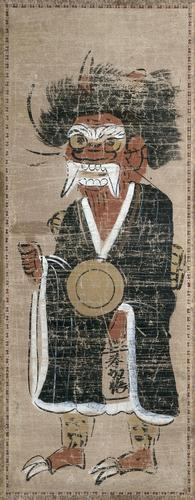
لوحة أوتسو-إيه تصور غول.
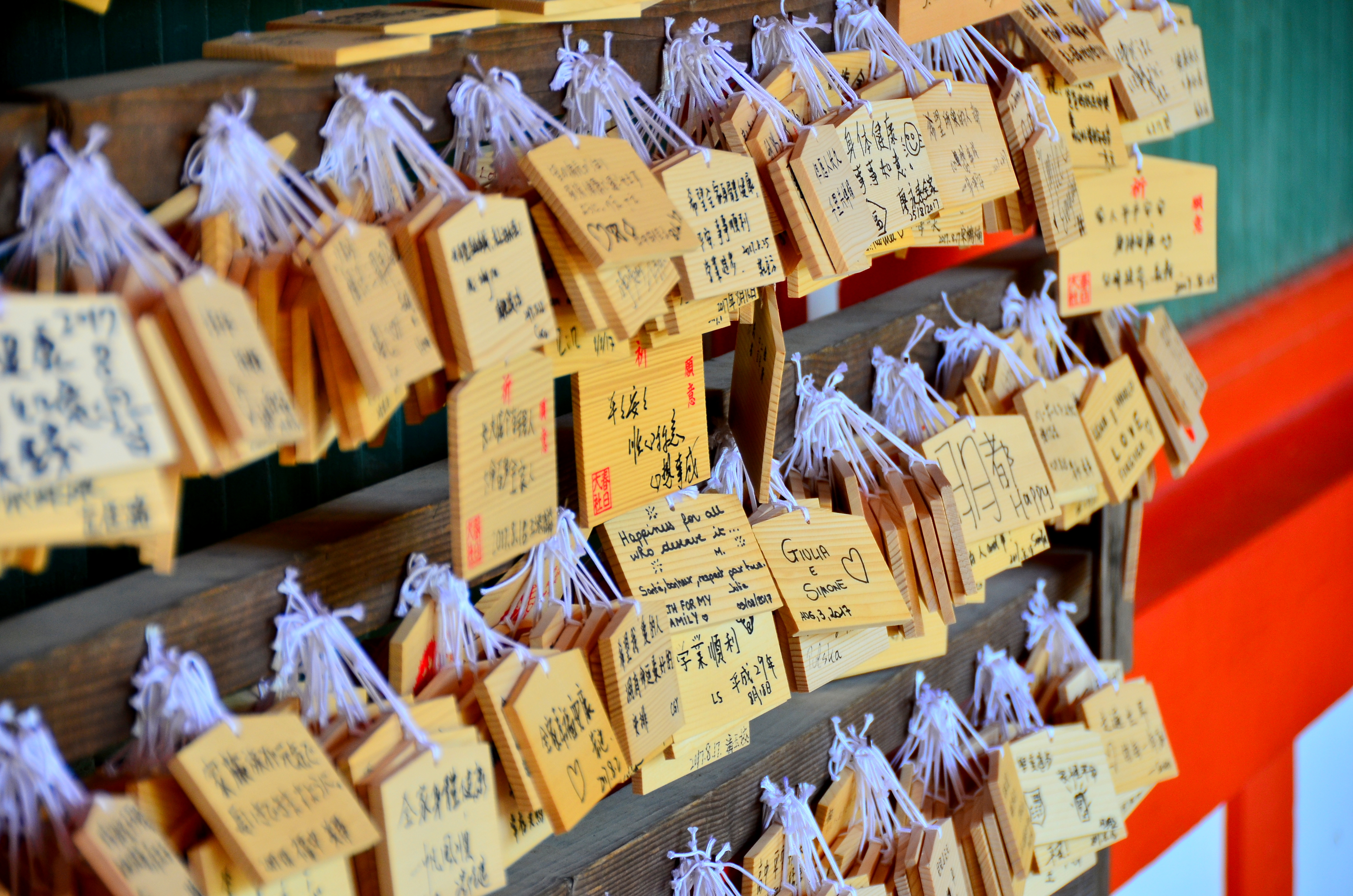
لوحات الإيما في ضريح كاسوغا-تايشا في منطقة نارا .
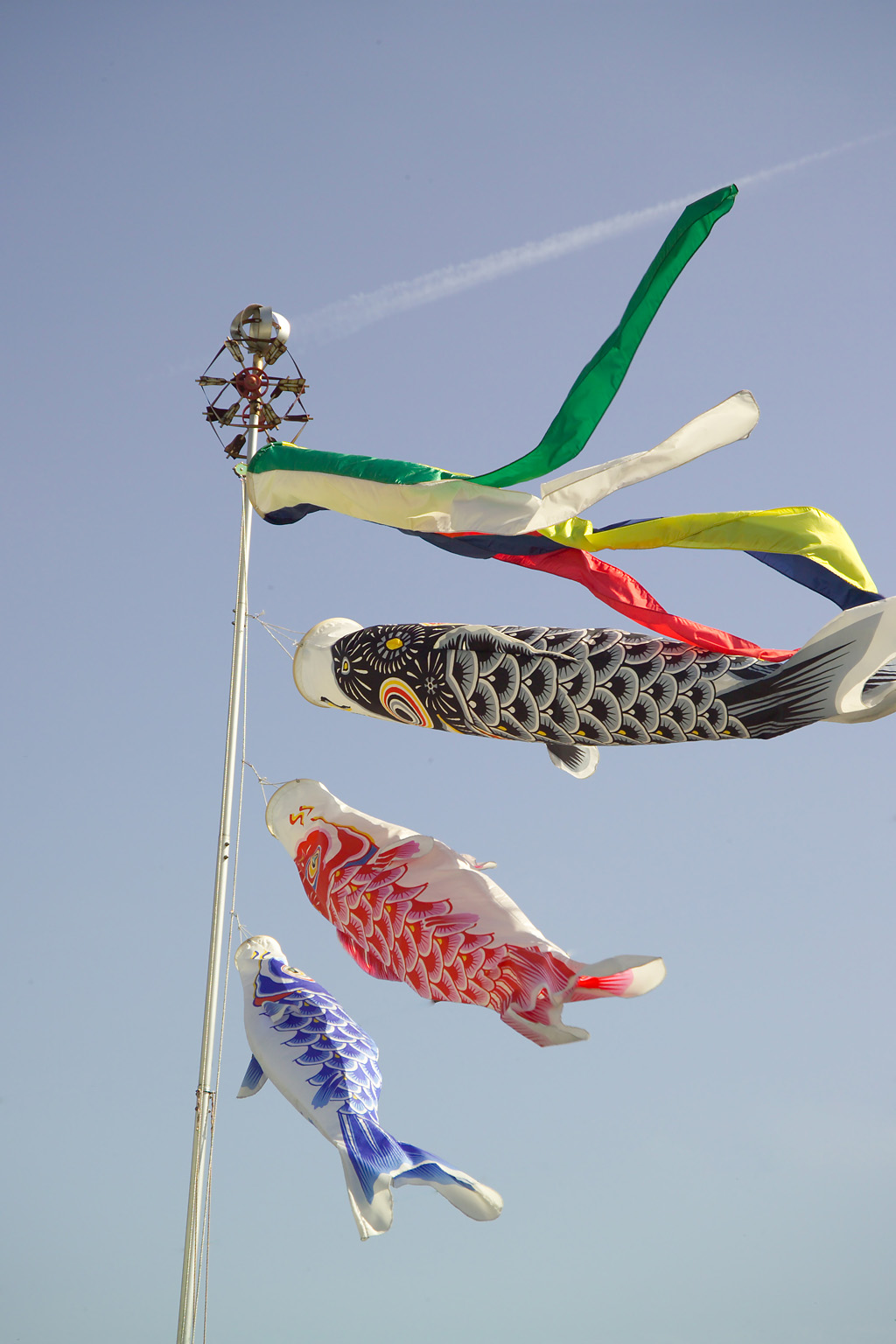
لافتات الكوينوبوري.
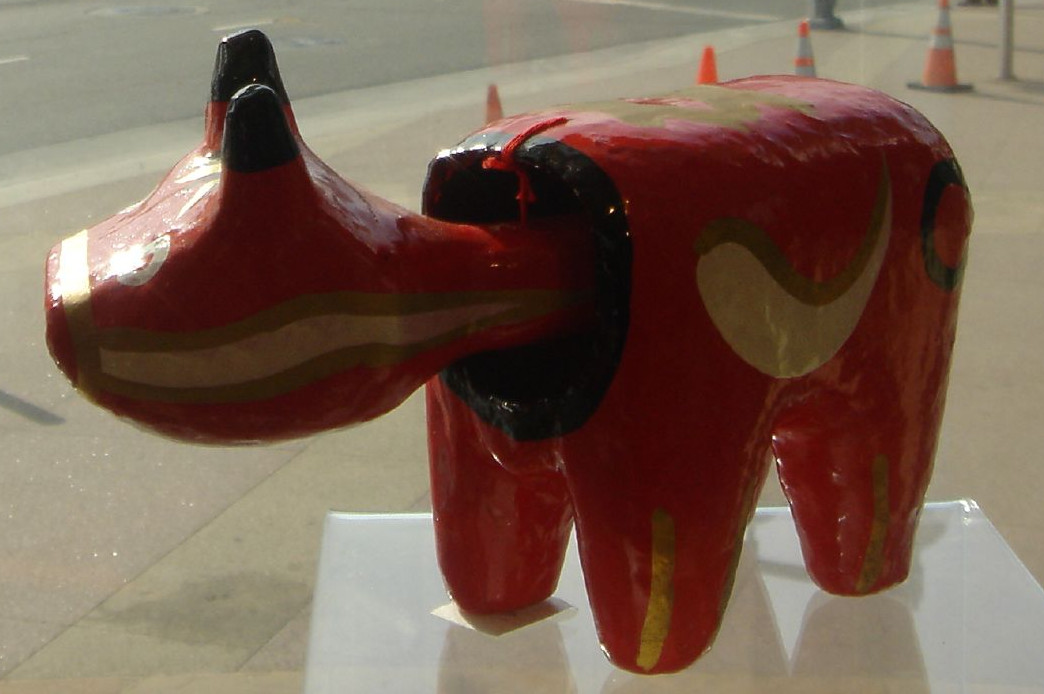
دمية أكابيكو في المتحف الامريكي الياباني الوطني [الإنجليزية] .
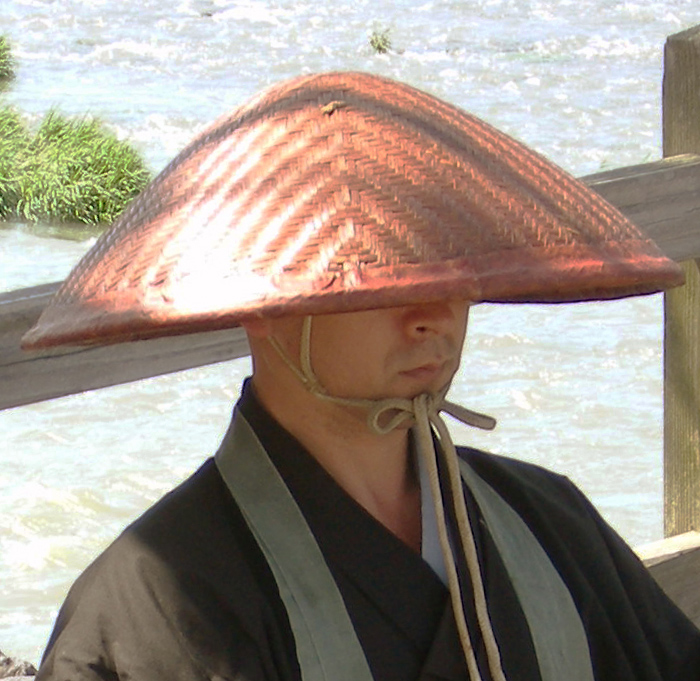
راهب بوذي ياباني يرتدي احد انواع قبعات كاسا.
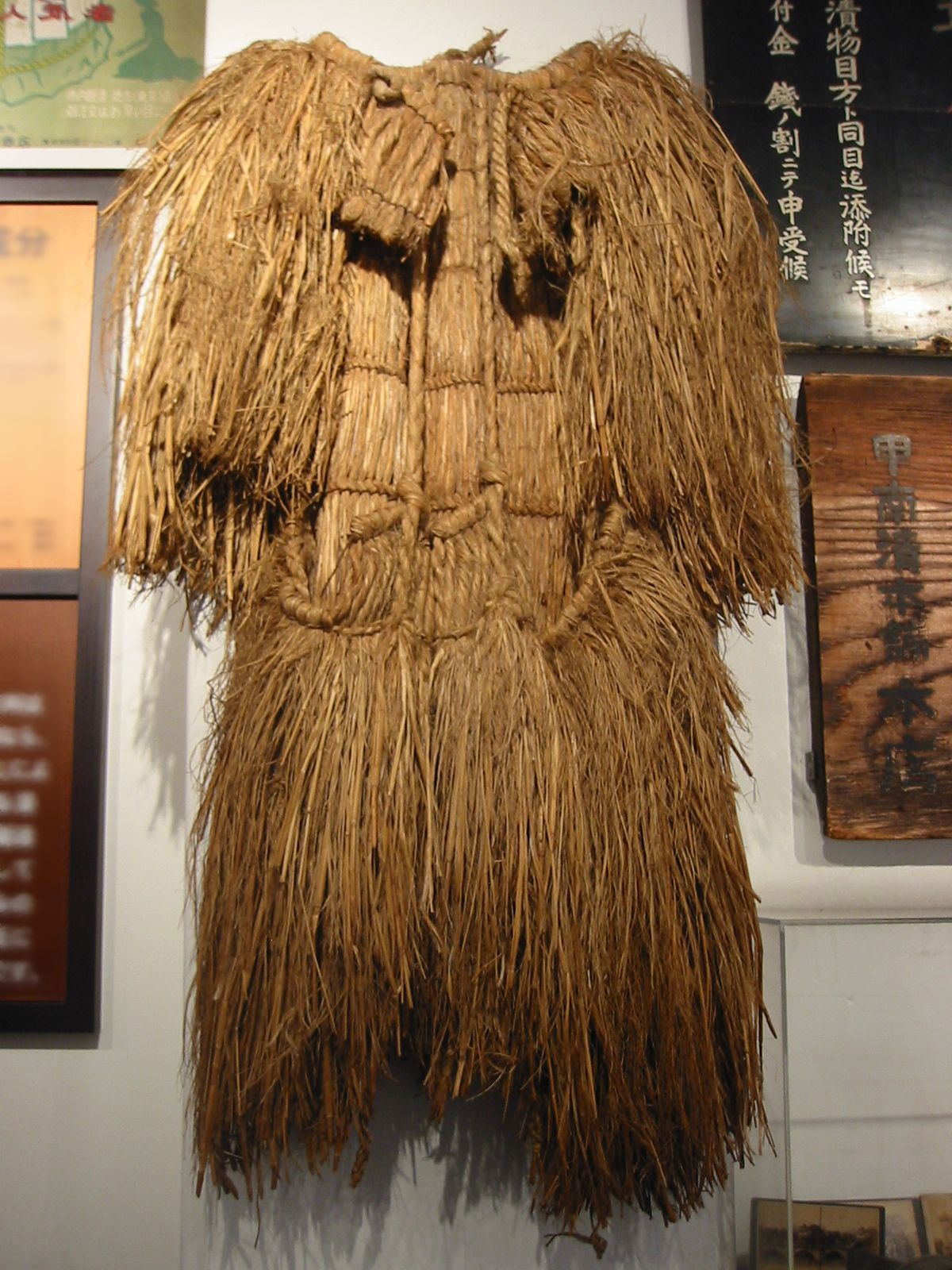
غطاء الملابس المصنوع من القش مينو .